# Laura Brattan
Laura Brattan (* 1967 in Hull, East Yorkshire) ist eine ehemalige britische Schauspielerin.

## Leben
Laura Brattan machte ihre Anfänge als Schauspielerin an verschiedenen Theatern in London.
Von 1990 bis 2002 wirkte Brattan in über 30 Film- und Fernsehproduktionen mit, darunter in vielen Fernsehserien wie beispielsweise in The Bill sowie auch in einer Nebenrolle in dem James-Bond-Film Der Morgen stirbt nie.
Später war Brattan zeitweise als Schauspielcoach an der Guildhall School of Music and Drama tätig.

## Filmografie (Auswahl)
- 1990: Heil Honey I’m Home! (Britcom)
- 1991: Casualty (Fernsehserie, 2 Folgen)
- 1992–1999: The Bill (Fernsehserie, 3 Folgen)
- 1997: James Bond 007 – Der Morgen stirbt nie